# Julián Fernández
Julián Fernández (El Arañado, 18 luglio 1989) è un calciatore argentino, difensore dell'Adelaide B. E..

## Biografia
Julián Fernández è nato il 18 luglio 1989 a El Arañado, una piccola località della provincia di Córdoba, in Argentina. Cresciuto calcisticamente nell'Atlético Rafaela, ha intrapreso una carriera che lo ha portato a giocare in numerosi paesi tra Sud America, Europa e Oceania.

## Carriera

### Club
Fernández ha iniziato la propria carriera da professionista con l'Atlético de Rafaela, dove ha militato dal 2006 al 2009, collezionando 18 presenze in prima squadra. Nel 2009 è passato in prestito all’Argentinos Juniors, squadra con la quale ha disputato 5 partite. Rientrato brevemente all’Atlético Rafaela nel 2011, si è poi trasferito in Cile nel Club de Deportes La Serena (2012-2013), segnando 2 reti in 21 presenze.
Dopo un'esperienza in patria con il Talleres de Córdoba e i Chacarita Juniors, è approdato all’estero con il Real C.D. España in Honduras nel 2015-2016. Ha poi giocato per diverse squadre del panorama argentino, come San Telmo, Chaco For Ever e Sportivo Belgrano.
Nel 2018 ha avuto una breve apparizione con il Gimnasia y Esgrima de Mendoza, seguita da un’esperienza in Ecuador con la LDU Loja. Tra il 2019 e il 2023 ha militato in vari club europei di categoria inferiore, tra cui Football Club Messina (Italia), CD Acero (Spagna), Boca Unidos (Argentina), UE Sant Julià e UE Engordany (Andorra).
Nel 2023 ha firmato con l’Adelaide B. E., squadra australiana, continuando così la sua lunga e variegata carriera internazionale. A livello giovanile, ha fatto parte della Nazionale argentina Under-20 nel 2009, con la quale ha totalizzato 7 presenze.

### Nazionale
Nel 2009 con la nazionale Under-20 argentina ha disputato il campionato sudamericano di categoria, scendendo in campo in 7 occasioni.

## Caratteristiche tecniche
È un difensore centrale di piede destro, Fernández si distingue per la sua struttura fisica (190 cm per 83 kg), che gli consente di primeggiare nei duelli aerei. Dotato di buona esperienza e senso della posizione, è un elemento solido in fase difensiva e affidabile nel gioco senza palla. Pur non eccellendo in velocità, compensa con intelligenza tattica e una discreta capacità di impostazione. Ha spesso ricoperto il ruolo di leader difensivo nelle squadre in cui ha militato, grazie anche alla sua esperienza maturata in numerosi contesti internazionali.

## Palmarès

### Club
- Campionato argentino: 1

Argentinos Juniors: 2010 (C)